# Noordhollands Duinreservaat
Noordhollands Duinreservaat este o arie protejată (arie specială de conservare — SAC, sit de importanță comunitară — SCI) din Țările de Jos întinsă pe o suprafață de 5.242 ha, integral pe uscat.

## Localizare
Centrul sitului Noordhollands Duinreservaat este situat la coordonatele 52°34′38″N 4°37′42″E / 52.5771°N 4.6284°E.

## Înființare
Situl Noordhollands Duinreservaat a fost declarat sit de importanță comunitară în iulie 1998 pentru a proteja 2 specii de animale. Situl a fost protejat și ca arie specială de conservare în septembrie 2015.

## Biodiversitate
Situată în ecoregiunea atlantică, aria protejată conține 12 habitate naturale: Dune mobile cu vegetație embrionară, Dune mobile de-a lungul țărmului cu Ammophila arenaria („dune albe”), Dune de coastă fixe cu vegetație erbacee („dune gri”), Dune fixe decalcificate cu Empetrum nigrum, Dune fixe decalcificate atlantice (Calluno-Ulicetea), Dune cu Hyppophaë rhamnoides, Dune cu Salix repens ssp. argentea (Salicion arenariae), Dune împădurite din regiunile atlantică, continentală și boreală, Depresiuni intradunale umede, Pajiști cu Molinia pe soluri calcaroase, turboase sau argilos-nămoloase (Molinion caeruleae), Liziere de ierburi înalte hidrofile de câmpie și de nivel montan până la alpin, Mlaștini calcaroase cu Cladium mariscus și specii de Caricion davallianae.
La baza desemnării sitului se află mai multe specii protejate de  nevertebrate (2): libelule (Leucorrhinia pectoralis), Vertigo angustior